# Браге, Маргарета Персдоттер
Маргарета Персдоттер Браге (швед. Margareta Persdotter Brahe; 2 июля 1559 — 26 апреля 1638), — шведская придворная дама, гофмейстерина (швед. hovmästarinna) принцессы Анны Шведской с 1591 года.
Маргарета Браге родилась в семье графа Пера Браге Старшего и Беаты Стенбок, племянницы вдовствующей королевы Катарины Стенбок. Она вышла замуж за дворянина Юхана Ларссона Спарре в 1587 году. Маргарета была сестрой Густафа Браге, который, по слухам, был любовником принцессы Анны, а также Эрика Браге (1552—1614), Магнуса Браге (1564—1633), Сигрид Браге и Абрахама Браге (1569—1630).
В 1591 году она была назначена главной фрейлиной принцессы Анны, а её супруг — камергером двора Анны. Они сопровождали Анну в Польшу, когда она уехала, чтобы присоединиться к своему брату Сигизмунду III Васе в 1592 году. Принцесса Анна вернулась в Швецию со своим двором на следующий год и поселилась вместе с ним в замке Стегеборг. В 1595 году Анна устроила скандальную свадьбу в среду между сестрой Маргареты Сигрид Браге и Йоханом Нильссоном Юлленшерна.
Принцесса Анна и её дядя герцог Карл были вовлечены в несколько конфликтов. Дело Спарре должно было послужить окончательному разрыву между Анной и герцогом Карлом, и в нём участвовали также Маргарета Браге и её семья. Её родственник граф Эрик Ларссон Спарре был убеждённым сторонником Сигизмунда, и Анна держала шкатулку его жены, сестры Маргареты, Эббы Спарре в Стегеборге, в которой по мнению герцога Карла содержались подозрительные документы. Когда в 1597 году Анна покинула Стегеборг, чтобы присутствовать у смертного одра вдовствующей королевы Гуниллы Юханссдоттер, герцог Карл приказал обыскать её дом. Шкатулка Эббы Спарре и переписка между Анной и супругами Спарре были конфискованы, и он подверг Эббу Спарре, а также Маргарету Браге допросу относительно зашифрованной информации, которую он обнаружил в бумагах Анны. Он обвинил Эббу Спарре в том, что та тайком привезла к ней их брата, предполагаемого любовника Анны Густава Браге.
После битвы у Стонгебру во время войны против Сигизмунда в 1598 году принцесса Анна бежала вместе с Сигизмундом в Польшу, а Маргарета осталась в Швеции. Её супруг получил от Сигизмунда управление Кальмаром. В мае 1599 года её супруг и шурин были казнены как сторонники Сигизмунда шведским королем Карлом IX во время Кальмарской кровавой бани. Маргарета бежала к Сигизмунду и Анне в Польшу, где обвинила своих братьев Эрика Браге (1552—1614) и Магнуса Браге (1564—1633) в соучастии в вынесении смертного приговора своему супругу. За её верность Сигизмунд назначил ей пенсию и поселил вместе с детьми в Дании. В 1628 году ей было разрешено вернуться в Швецию, где она умерла десять лет спустя. Она была тетей Маргареты Браге по отцовской линии.